# William Pulteney (1er comte de Bath)
Pour les articles homonymes, voir Pulteney.
William Pulteney (22 mars 1684 - 7 juillet 1764) est un homme politique anglais whig qui siège à la Chambre des communes de 1707 à 1742 lorsqu'il est créé le premier comte de Bath par le roi George II. Il est réputé avoir été Premier ministre, pour la plus courte durée (deux jours) en 1746, bien que la plupart des sources modernes estiment qu'il ne peut être considéré comme ayant occupé ce poste.

## Jeunesse et début de carrière
Fils de William Pulteney et de sa première épouse, Mary Floyd, il est né en mars 1684 dans une ancienne famille du Leicestershire. Il a fait ses études à la Westminster School et à la Christ Church d'Oxford, où il s'est inscrit le 31 octobre 1700. Il acquiert de vastes connaissances classiques, et en quittant Oxford fait la tournée habituelle sur le continent. En 1705, il est introduit au Parlement par Henry Guy (ancien secrétaire au Trésor ) pour l'arrondissement de Hedon dans le Yorkshire. Il occupe ce siège sans interruption jusqu'en 1734 .
Tout au long du règne de la reine Anne William Pulteney joue un rôle de premier plan dans les luttes des whigs et est impliqué dans les poursuites contre Henry Sacheverell. Lorsque les conservateurs victorieux ont envoyé son ami Robert Walpole à la tour de Londres en 1712, Pulteney défend sa cause à la Chambre des communes et, avec les principaux whigs, lui rend visite en prison .

## Postes ministériels

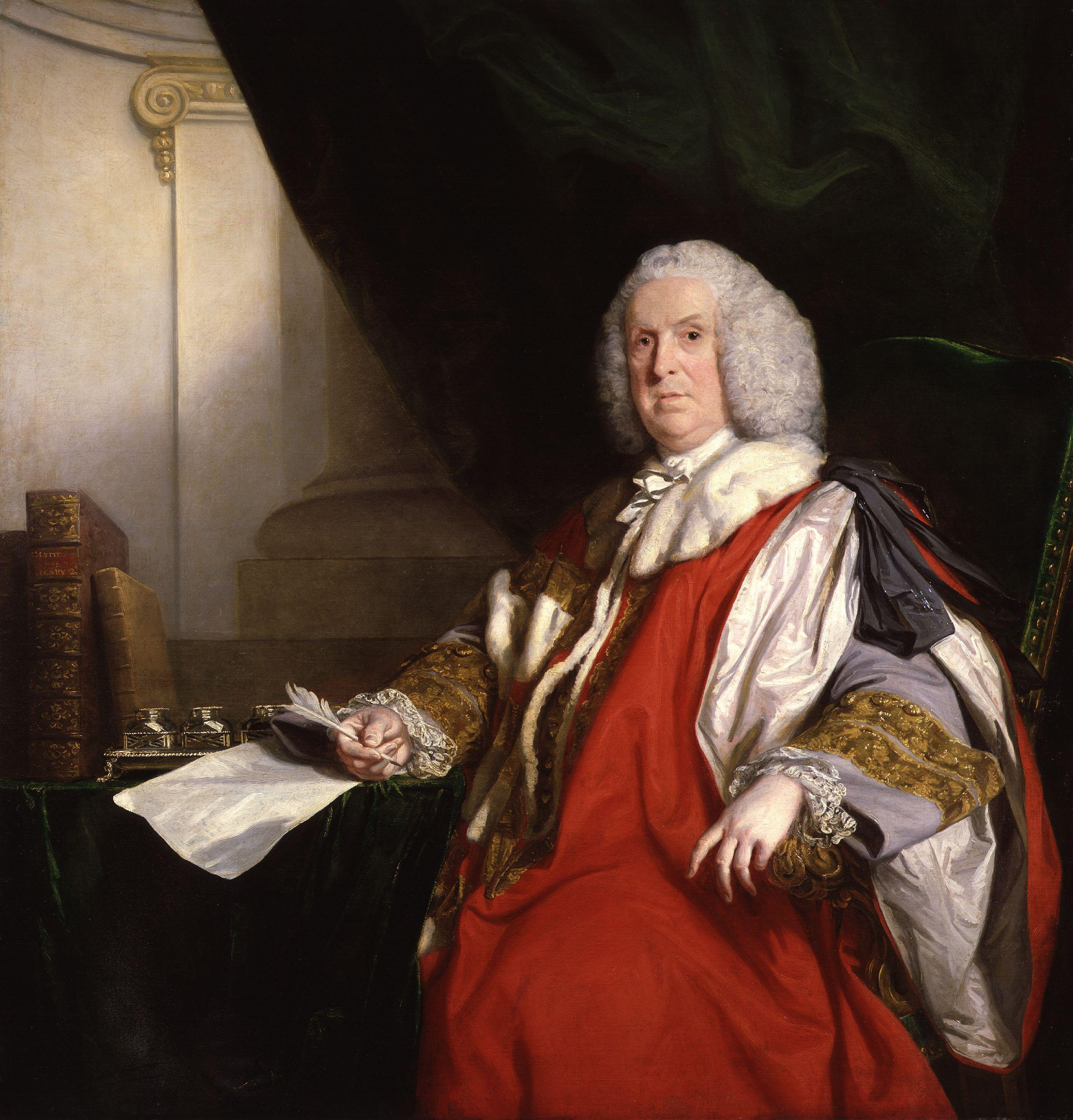
William Pulteney, 1er comte de Bath, par Sir Joshua Reynolds

Pulteney est secrétaire à la guerre de 1714 à 1717 dans le premier ministère de George Ier, et est membre du comité du secret sur le traité d'Utrecht, formé en avril 1715. Deux ans plus tard, le 6 juillet 1716, il est devenu membre du Conseil privé. Lorsque Townshend est destitué, en avril 1717, de son poste de lord-lieutenant d'Irlande, et Walpole démissionne, ils sont suivis par Pulteney. Le crash de la Compagnie de la mer du Sud ramène Walpole à la position la plus élevée, mais tout ce qu'il propose à Pulteney est une pairie. L'offre est rejetée, mais en mai 1723, Pulteney accepte le poste lucratif mais insignifiant de Cofferer of the Household. Cependant, lorsqu'il se trouve négligé, il s'oppose à la proposition de Walpole de s'acquitter des dettes de la liste civile, et en avril 1725 est renvoyé de sa sinécure .

## Patriots Whigs
Du jour de son licenciement à celui de son ultime triomphe, Pulteney est resté dans l'opposition, formant les Patriot Whigs, un groupe de collègues Whigs qui estiment que Walpole est corrompu et tyrannique. En 1730, la tentative de Walpole de conciliation avec l'offre de la place de Townshend et d'une pairie est rejetée. Le ressentiment de Pulteney ne se limite pas à ses discours au Parlement. Avec Bolingbroke, il commence, en décembre 1726, un périodique appelé The Craftsman, et dans ses pages le ministre est sans cesse dénoncé pendant de nombreuses années. Lord Hervey publie une attaque contre l' artisan et Pulteney, ouvertement ou derrière la personne d'Amhurst, son éditeur, a répondu à l'attaque. Que la question en litige soit la liste civile, l'accise, les revenus du prince de Galles ou l'état des affaires intérieures, Pulteney est prêt avec une brochure, et le ministre ou l'un de ses amis répond. Pour sa «bonne réponse à une diffamation scandaleuse tardive» ( Craftsman, 1731), une réponse à «la sédition et la diffamation affichées», il est défié en duel par Lord Hervey; pour un autre, "En réponse à une partie d'une infâme diffamation intitulée remarques sur l'indication de l'artisan de ses deux honorables mécènes", il est en juillet 1731 rayé du rôle du conseil privé et renvoyé de la commission de la paix dans plusieurs comtés. Dans la presse écrite, Pulteney est inférieur à Bolingbroke seul parmi les antagonistes de Walpole, mais au Parlement, dont Bolingbroke est exclu, il excellait .
Des élections générales de 1734 jusqu'à son accession à la pairie, Pulteney siège pour le Middlesex . Pendant quelques années les ennemis du ministre progressent peu, mais en 1738, les troubles avec l'Espagne leur offrent l'opportunité qu'ils souhaitent. Walpole a longtemps plaidé pour la paix, mais il est faiblement soutenu par son propre cabinet. Pour satisfaire la demande populaire, il lance une guerre contre l'Espagne en 1739. Un nouveau parlement est convoqué à l'été 1741, et au cours de l'examen des pétitions électorales, le ministère de Walpole s'effondre .

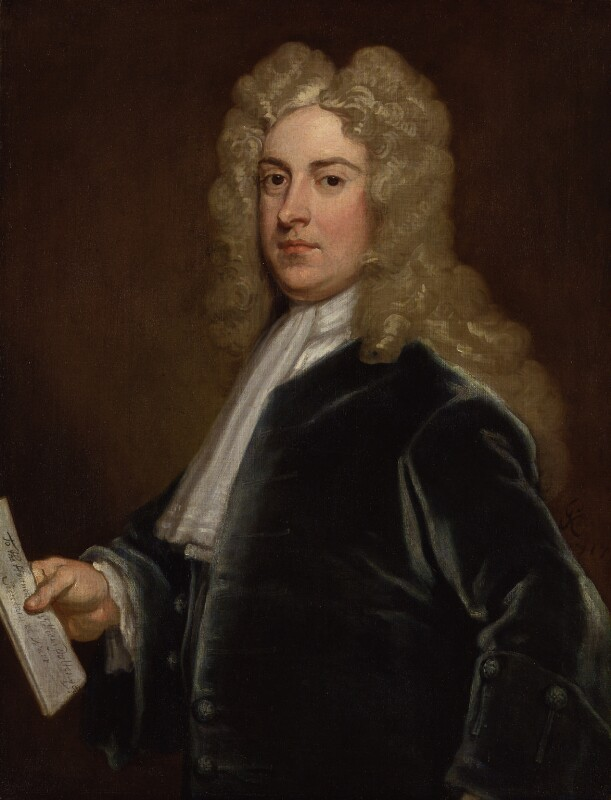
William Pulteney, 1er comte de Bath

La formation de la nouvelle administration a été confiée après quelque retard à Pulteney, qui a offert le poste de Premier Lord du Trésor (Premier ministre) au comte de Wilmington, et s'est contenté d'un siège au cabinet et d'une pairie, espérant conserver sa suprématie dans le ministère. Cela le rend impopulaire, et son influence est réduite à néant .
Horace Walpole affirme que lorsque Pulteney a souhaité se retirer de la pairie, le roi l'a contraint, et un autre chroniqueur de l'époque rapporte que lorsque Walpole et Pulteney se sont rencontrés à la Chambre des Lords, l'un en tant que comte d'Orford, l'autre en tant que comte de Bath, Orford a fait la remarque suivante: "Nous voici, monseigneur, les deux plus insignifiants de l'Angleterre". Le 14 juillet 1742, Pulteney est créé baron Pulteney de Heydon, vicomte Pulteney de Wrington, Somerset et comte de Bath. Le 20 février, il est rétabli au Conseil privé. À la mort de Wilmington en 1743, il fait une demande au roi pour le poste de premier Lord du Trésor, qui est finalement attribué à Henry Pelham .

## Premier ministre
Le 10 février 1746, l'administration Pelham démissionne et le roi se tourne vers Bath pour former un ministère alternatif. Il accepte les sceaux et a fait des nominations aux postes les plus élevés, mais il est rapidement devenu clair qu'il n'a pas suffisamment de soutien pour former un gouvernement viable, et après "48 heures, trois quarts, sept minutes et onze secondes", il abandonne la tentative, forçant le roi à accepter les conditions de Pelham pour reprendre ses fonctions. Étant donné que le poste de Premier ministre n'existait pas alors officiellement, la question de savoir si Bath doit être considéré comme Premier ministre du fait de son ministère de deux jours est controversée.
La tentative ratée de Bath de former un gouvernement lui a valu beaucoup de ridicule. Horace Walpole a lancé la blague selon laquelle " Granville et Bath se sont rencontrés dans les rues, appelant" Odd Man ", comme le font les présidents de hackney quand ils veulent un partenaire"  et une brochure contemporaine le louait satiriquement pour "la plus sage et honnête de toutes les administrations, le ministre n'ayant ... jamais transigé une chose irréfléchie; et, ce qui est plus merveilleux, il a laissé autant d'argent dans le T [reasur] y qu'il en a trouvé. "

## Mort et héritage
Il a été enterré le 17 juillet 1764, dans la chapelle d'Islip, l'abbaye de Westminster. Le monument érigé est du sculpteur Joseph Wilton.
Il épouse le 27 décembre 1714 Anna Maria, fille et cohéritière de John Gumley of Isleworth, commissaire général de l'armée. Elle est décédée le 14 septembre 1758 et leur fils unique, William Pulteney est décédé célibataire à Madrid le 12 février 1763. La vaste fortune de Pulteney passa en 1767 à Frances, épouse de William Johnstone et fille et cohéritière de son cousin, Daniel Pulteney, un adversaire de Walpole au Parlement, et avait pris le nom de Pulteney.
La ville de Poultney, au Vermont et la rivière Poultney ont été nommées en son honneur .